# Wajib - Invito al matrimonio
Wajib - Invito al matrimonio (Wajib) è un film palestinese del 2017 scritto e diretto da Annemarie Jacir. Fu selezionato per rappresentare la Palestina ai Premi Oscar 2018 nella categoria miglior film in lingua straniera ma alla fine non entrò nella lista dei candidati.

## Trama
Shadi, dopo anni vissuti a Roma come architetto, torna a casa nella città di Nazareth, a poche settimane da Natale. Lo scopo del suo ritorno è aiutare il padre a consegnare gli inviti di nozze della sorella Amal. Secondo un'antica tradizione della Palestina settentrionale, quando qualcuno si sposa gli uomini della famiglia sono tenuti a consegnare personalmente le partecipazioni a ciascun invitato. Il padre Abu Shadi è un insegnante di scuola, in pensione e divorziato, che superati ormai i sessant'anni di età, si prepara a restare da solo senza le cure della figlia. La ex-moglie, assente nel film, si è trasferita all'estero con un nuovo marito e non è ancora rientrata a Nazareth per assisterlo nelle sue ultime ore di vita. Mentre padre e figlio trascorrono insieme la giornata vagando di casa in casa, emergono a poco a poco i dettagli del loro complicato rapporto e delle loro differenti visioni di vita. Il senso di adattamento del padre, consapevole e un po' rassegnato ai rapporti di forza che governano la quotidianità di un territorio occupato, si scontra con l'impetuosità del figlio trentenne, animato da sentimenti di ribellione e di resistenza.

## Produzione
Il film è una produzione indipendente realizzata in Palestina con la collaborazione di numerosi paesi (Colombia, Francia, Norvegia, Germania, Qatar, Emirati Arabi Uniti e Regno Unito).
Gli attori protagonisti sono Mohammad Bakri e Saleh Bakri, padre e figlio anche nella vita. Il titolo Wajib, che tradotto in italiano significa "dovere", fa riferimento alla tradizione palestinese secondo la quale il padre e i fratelli della sposa hanno il dovere sociale di consegnare personalmente gli inviti di matrimonio. Il film si ispira a un episodio autobiografico della regista, che incuriosita da questa tipica usanza nazarena, seguì il marito durante i cinque giorni di consegna delle partecipazioni.

## Distribuzione
Il film è stato presentato in anteprima mondiale al Locarno Festival il 5 agosto 2017, aggiudicandosi vari premi speciali. È stato successivamente selezionato in altri festival cinematografici ottenendo ulteriori riconoscimenti e candidature, fra i quali la vittoria al Festival internazionale del cinema di Dubai nelle categorie miglior film e miglior attore a Mohammad e a Saleh Bakri.
In Francia, è uscito nelle sale cinematografiche il 14 febbraio 2018. In Italia, è stato presentato in concorso al MedFilm Festival di Roma, vincendo due premi speciali. Il 10 aprile 2018 ha aperto il Middle East Now Festival di Firenze, aggiudicandosi il premio Middle East Now Award per il film più votato dal pubblico. Primo film della Jacir ad essere distribuito anche nelle sale italiane, è uscito al cinema il 24 aprile 2018.

## Accoglienza
Su Rotten Tomatoes, il film detiene un indice di gradimento del 100%, basato su 35 recensioni con una valutazione media di 7,6/10.

## Riconoscimenti
- 2017 – Locarno International Film Festival
  - Premio Don Chisciotte
  - Premio della giuria giovanile
  - Premio ISPEC Cinema
  - Candidatura al Pardo d'oro
- 2017 – Festival internazionale del cinema di Mar del Plata
  - Miglior film straniero
  - Migliore attore a Mohammad Bakri
  - Premio ACCA della giuria
  - Premio SIGNIS alla regia per Annemarie Jacir
- 2017 – Palm Springs International Film Festival
  - Candidatura al premio FIPRESCI al miglior film in lingua straniera
- 2017 – Montpellier Mediterranean Film Festival[11]
  - Premio del pubblico al miglior film
  - Premio della giuria al miglior film
- 2017 – International Film Festival of Kerala
  - Miglior film
- 2017 – BFI London Film Festival
  - Premio speciale della giuria
  - Candidatura al miglior film

- 2017 – Dubai International Film Festival
  - Gran Premio Muhr al miglior film
  - Migliore attore a Mohammad Bakri
  - Migliore attore a Saleh Bakri
- 2017 – Asia Pacific Screen Awards
  - Candidatura al migliore attore per Mohammad Bakri
  - Candidatura al migliore attore per Saleh Bakri
- 2017 – MedFilm Festival
  - Premio speciale della giuria
  - Premio speciale Piuculture
- 2017 – Festival internazionale del film di Amiens
  - Miglior film
- 2018 – Tetouan Mediterranean Film Festival
  - Miglior attore a Mohammad Bakri[12]
- 2018 – Middle East Now Festival
  - Middle East Now Award
- 2018 – Festival di Cannes, Arab Critics Awards[13]
  - Miglior film
  - Migliore sceneggiatura
  - Miglior attore a Mohammad Bakri